# Bazzania alpina
Bazzania alpina là một loài rêu tản trong họ Lepidoziaceae. Loài này được (Stephani) Tixier miêu tả khoa học lần đầu tiên năm.